# Étang d'Artax
L'étang d'Artax [aʁdaks] également appelé étang d'Artats, désigne un lac glaciaire d'altitude en Ariège dans le massif des Trois-Seigneurs, dans les Pyrénées françaises.

## Géographie
Sur la commune de Gourbit et en surplomb de la vallée de la Courbière, l'étang se situe à 1 695 m d'altitude. Enserré par une longue ligne de crête,  il est dominé à l'ouest par le pic de Bassibié (2 114 m). Au sud-ouest se trouve le pas de l'étang d'Artax conduisant vers Suc-et-Sentenac et la vallée de Vicdessos.     

### Hydrographie
Sa surface est de 7,26 hectares. Il se déverse dans le ruisseau de l'étang d'Artax, affluent en rive droite du ruisseau de la Courbière, lequel vient abonder l'Ariège en aval de Tarascon-sur-Ariège.

## Faune
Des truites fario et saumons de fontaine sont présents.

## Voies d'accès et randonnée
L'accès le plus aisé s'effectue depuis Tarascon-sur-Ariège en direction de Banat et Gourbit par la route départementale 23 jusqu'au parking à 910 m d'altitude. Le sentier traverse la hêtraie du bois de Pladaniels avant d'atteindre des espaces dégagés puis l'étang. 
Parmi différentes possibilités, une boucle de randonnée est possible et plutôt fréquentée en été et le parking peut être saturé. Une cabane dotée d'un poêle est présente.